# الدوري الأمريكي لكرة السلة للمحترفين 1955–56
الدوري الأمريكي لكرة السلة للمحترفين 1955–56 (بالإنجليزية: 1955–56 NBA season)‏ هو موسم من الرابطة الوطنية لكرة السلة. أقيم خلال الفترة 5 نوفمبر 1955 وحتى 7 أبريل 1956، وأشرف على تنظيمه الرابطة الوطنية لكرة السلة، وفاز فيه غولدن ستايت ووريورز.